# Hans-Habe-Stiftung
Die schweizerische Hans-Habe-Stiftung mit Sitz in Lachen SZ ist eine gemeinnützige Stiftung gemäss Art. 80 ff. des Schweizerischen Zivilgesetzbuches. Sie wurde am 25. Juli 1996 auf letztwilligen Wunsch der im Jahre 1995 verstorbenen Licci Habe geb. Balla, der letzten Ehefrau des Schriftstellers und Journalisten Hans Habe, gegründet.

## Stiftungszweck
Die Stiftung als Inhaberin der Urheberrechte am Werk von Hans Habe fördert deren weltweite Verwertung und unterstützt aus ihrem Stiftungsvermögen Projekte von Schriftstellern, Publizisten und weiteren Kulturschaffenden oder Institutionen, die im Geiste des Lebens und Werkes von Hans Habe stehen.